# Семейство Мелибеи
Семейство Мелибея — небольшое семейство астероидов, расположенное в главном поясе. Семейство названо в честь первого астероида, классифицированного в эту группу — (137) Мелибея.

## Крупнейшие астероиды этого семейства
| Имя            | Диаметр   | Большая полуось | Наклонение орбиты | Эксцентриситет орбиты | Год открытия |
| -------------- | --------- | --------------- | ----------------- | --------------------- | ------------ |
| (137) Мелибея  | 145,42 км | 3,118 а. е.     | 13,412 °          | 0,218                 | 1874         |
| (791) Ани      | 103,52 км | 2,493 а. е.     | 16,386 °          | 0,200                 | 1914         |
| (2829) Бобхоуп | 38,25 км  | 3,085 а. е.     | 14,326 °          | 0,193                 | 1948         |